# FIFA Manager 10
FIFA Manager 10 serà un videojoc basat en l'entrenament i control d'equips del futbol real, el proper de la saga FIFA Manager en sortir a la venda. La seva desenvolupadora és la companyia Bright Future i el seu publicador EA Sports. La data exacta de llançament encara s'ha d'anunciar però probablement es produirà al voltant de la tardor del 2009. És el videojoc successor de FIFA Manager 09. Per primera vegada, el mode online estarà inclòs.